# SLAMF6
SLAMF6‏ (SLAM family member 6) هوَ بروتين يُشَفر بواسطة جين SLAMF6 في الإنسان.
البروتين المُرمَّز بواسطة هذا الجين هو بروتين غشائي وحيد العبور، ينتمي إلى الفصيلة الفرعية كتلة التمايز 2 من الفصيلة العليا للغلوبولين المناعي. يُعبَّر عن هذا البروتين المُرمَّز في الخلايا الليمفاوية القاتلة الطبيعية (NK)، والخلايا التائية، والخلايا البائية. يخضع هذا البروتين لفسفرة التيروزين، ويرتبط بالبروتين المحتوي على نطاق Src homology 2 (SH2D1A)، وكذلك بالفوسفاتازات المحتوية على نطاق SH2 (SHPs). قد يعمل كمستقبل مساعد في عملية تنشيط الخلايا القاتلة الطبيعية. كما يُمكنه التوسط في الإشارات المثبطة في الخلايا القاتلة الطبيعية لدى مرضى تكاثر الخلايا الليمفاوية المرتبط بالكروموسوم X.